# Irán en los Juegos Olímpicos de París 2024
Irán estuvo representado en los Juegos Olímpicos de París 2024 por un total de 41 deportistas, 30 hombres y 11 mujeres, que compitieron en 14 deportes.
Los portadores de la bandera en la ceremonia de apertura fueron el gimnasta Mahdi Olfati y la jugadora de tenis de mesa Neda Shahsavari.

## Medallistas
El equipo olímpico iraní obtuvo las siguientes medallas:
| Nombre              | Deporte            | Competición |
| ------------------- | ------------------ | ----------- |
| Oro                 |                    |             |
| Artur Alexanian     | Lucha grecorromana | 97 kg M     |
| Mohammadhadi Saravi | Lucha grecorromana | 97 kg M     |
| Arian Salimi        | Taekwondo          | +80 kg M    |
| Plata               |                    |             |
| Alireza Mohmadi     | Lucha grecorromana | 87 kg M     |
| Rahman Amuzad       | Lucha libre        | 65 kg M     |
| Hasan Yazdani       | Lucha libre        | 86 kg M     |
| Amir Hossein Zare   | Lucha libre        | 125 kg M    |
| Nahid Kiani         | Taekwondo          | –57 kg F    |
| Mehran Barjordari   | Taekwondo          | –80 kg M    |
| Bronce              |                    |             |
| Amin Mirzazadeh     | Lucha grecorromana | 130 kg M    |
| Amir Ali Azarpira   | Lucha libre        | 97 kg M     |
| Mobina Nematzadeh   | Taekwondo          | –49 kg F    |